# Rollainville
Rollainville era una comuna francesa que estaba situada en el departamento de Vosgos, de la región de Gran Este, que el 1 de enero de 2025 pasó a formar parte de la comuna nueva de Neufchâteau como comuna delegada.

## Historia
En 1905 absorbe la comuna de L'Étanche.

## Demografía
| Gráfica de evolución demográfica de Rollainville entre 1800 y 2022 |
|                                                                    |

Los datos demográficos contemplados en este gráfico de la comuna de Rollainville se han cogido de 1800 a 1999 de la página francesa EHESS/Cassini, y los demás datos de la página del INSEE.